# Martella pasteuri
Martella pasteuri is een spinnensoort in de taxonomische indeling van de springspinnen (Salticidae).
Het dier behoort tot het geslacht Martella. De wetenschappelijke naam van de soort werd voor het eerst geldig gepubliceerd in 1996 door María Elena Galiano.